# ستناي

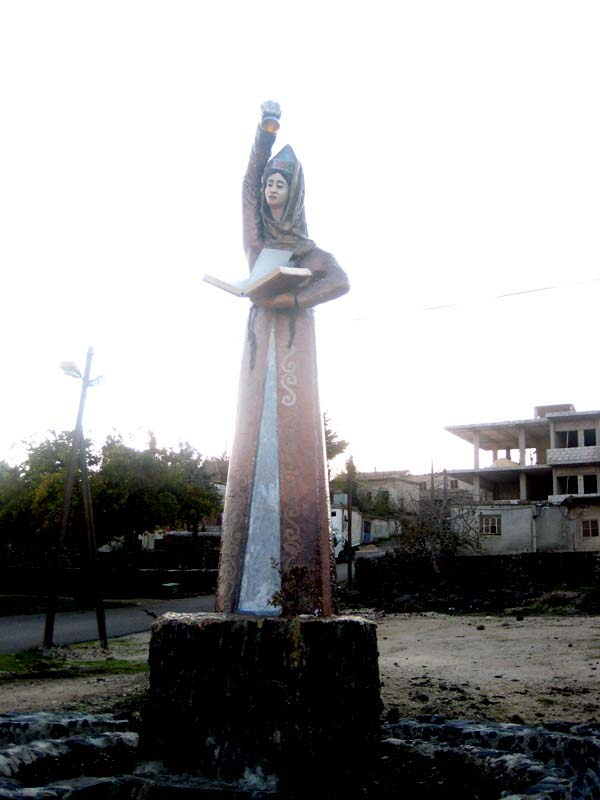
تمثال العلم والمعرفة، تظهر فيه السيدة ستناي، سورية، القنيطرة، ساحة بئرعجم

ستناي، أو السيدة ستناي (بالشركسية Сэтэнай-Гуащ)، شخصية أسطورية شهيرة تظهر في كثير من قصص الملاحم النارتية الشركسية التي تعود إلى منطقة القفقاس. اسم ستناي هو من الأسماء الشركسية الشائعة، وكثيرًا ما يقترن بأسماء مثل نفن ونارت وبيبرس، وهي أسماء شركسية مشهورة.

## الشخصية الأسطورية لستناي
تمثل ستناي واحدة من الشخصيات الرئيسية في أساطير نارت الشركسية، وهي والدة ساوسروقة وشباتينوقة وأشمز. ويشير البعض إلى أن اسمها اشتق من (بسه ـ تن ـ آي) أي (الروح ـ العطاء ـ هي) ويستدلون من ذلك إلى أنه يعني:
(مانحة الروح) بما يجعلها شبيهة بكل من إنانا السومرية وعشتار البابلية وإيزيس المصرية وآرتميس اليونانية، وإيرينا الحثية وشبيهاتهن.
تذكر ستناي في الأساطير النارتية على أنها أم النارتيين جميعًا، وأنها إلهة، وتوصف بأنها الأم الكبرى. أنها تجسيد للجمال والموهبة والذكاء. تقدمها بعض النصوص الأسطورية على أنها زوجة البطل الأسطوري وزرمج، لكن أيا من النصوص المتبقية لم يذكر أي شيء عن أبويها أو ميلادها. القصص تتكرر وتفصل في قصة ولادة ساوسروقة من لقاء عذري بين ستناي وراعٍ شركسي، بما يذكر بأسطورة الولادة بدون دنس.

## وفاتها
حسب بعض النصوص النارتية، قامت ستناي بالتضحية بحياتها لتعيد الحياة لابنها ساوسروقة. فبعد أن وجدت أشلاءه متناثرة في ساحة المعركة، أعادت جمعها ورتبتها ثم جمعت الندى عن أوراق الشجر، وغسلت بها جسده، ثم وضعت وجهها على وجهه وغسلت وجهه بدموعها، وعندما وصلت إلى عينيه، فتح ساوسروقة جفنيه ونظر في عينيها، ولما اقتربت شفتاها من شفتيه فتح ساوسروقة فمه، وانسلّت الروح ـ حسب الأسطورة ـ من جسدها إلى جسد ابنها فعادت إليه الحياة وسقطت ستناي ميتة.